# 移動大學
移動大學（波蘭語：Uniwersytet Latający），指自1882年起，在華沙私人住所裡舉辦的女性地下自修課程。當時的社會禁止女性接受大學教育。1885年，這類課程轉型為非正式的秘密高等學校，學校地點經常變換於各個私人住宅，因此有「移動大學」之稱。
約瑟夫·谢马什基（Józefa Siemaszki）、斯坦尼斯瓦夫·诺尔布林（Stanisław Norblin）、彼德·赫梅洛夫斯基及瓦迪斯瓦夫·斯莫伦斯基等人，在1882/1883學年度，為若干組剛從女子學校畢業的女性學員講課。
1885年一名聽課的女學生雅德维加·什恰温斯卡-达维多娃，將各個不同的組別統整於一個共同的架構內，並設計出統一的學習計畫。此後，聽講的學費（每個月2至4盧布）便成了授課講師的薪資，以及秘密「學術閱覽室」活動的專款所用。
秘密大學的課程為五年或六年制，包含四門科系：社會科學、語言歷史科學、教育學及數學自然科學。聽講的女性學員每週上課8至11個小時。授課的講師之中，包含了當時傑出的科學家，為學生確保了高水準的學習品質。當時教授歷史的有：瓦迪斯瓦夫·斯莫伦斯基（Władysław Smoleński）及塔德乌什·科容（Tadeusz Korzon）；教授文學的是布罗尼斯瓦夫·赫莱波夫斯基、伊格纳齐·赫扎诺夫斯基、彼德·赫梅洛夫斯基、曼弗雷德·克里德尔；語言學——亚当·马尔堡；社會學——卢德维克·克日维茨基；生物學——約瑟夫·努斯鲍姆-希拉罗维奇。根據估算，在移動大學開設的十二年間，總共有五萬名女性畢業，當中也包括了玛丽亚·戈热霍夫斯卡。移動大學最知名的畢業生為諾貝爾獎得主瑪麗亞·斯克沃多夫斯卡-居里。1905年移動大學浮出檯面，轉型為學術課程協會。